# Kitin

Strukturformel

Kitin är en seg aminopolysackarid, som ingår tillsammans med bland annat proteiner i många ryggradslösa djurs skal. Det förekommer också i svampar.
Tidigare har det också ansetts vara kitinet som gör många insekters hudskelett ("skal") hårt. Idag har denna syn modifierats något; hårdheten erhåller hudskelettet av sklerotin, ett protein. Kitinet spelar dock en viktig roll för att binda ihop sklerotinet och göra hudskelettet segt.